# Beta Fornacis
Beta Fornacis (β For) es una estrella de magnitud aparente +4,46 en la constelación de Fornax, el horno.
Es, después de Fornacis (α Fornacis), la segunda estrella más brillante en su constelación.
Se encuentra a 169 años luz del sistema solar.
Beta Fornacis es una gigante amarillo-anaranjada de tipo espectral G8.5IIIb, también catalogada como K0III.
Tiene una temperatura efectiva de 4790 K y su luminosidad es 55 veces superior a la del Sol.
Son muchas las gigantes visibles en el cielo nocturno semejantes a Beta Fornacis; ε Andromedae, ρ Cygni o η2 Hydri son sólo algunos ejemplos.
El diámetro de Beta Fornacis es 11 veces más grande que el diámetro solar y su masa es un 65 % mayor que la del Sol.
Beta Fornacis muestra una metalicidad —abundancia relativa de elementos más pesados que el helio— igual a la mitad de la que tiene el Sol ([Fe/H] = -0,31).
Hierro, vanadio y bario son los elementos más deficitarios, siendo el sodio y el silicio aquellos elementos cuyos niveles están más próximos a los solares.
Beta Fornacis forma una estrella doble con CD-32 1025B, de magnitud 14. Visualmente ambas estrellas están separadas poco más de 4 segundos de arco.